# Ernest Mateu i Vidal
Ernest Mateu i Vidal (Teià, 12 d'agost de 1903 - Sabadell, 24 de juliol de 1977) fou un rector, arxiver municipal i membre fundador de la Fundació Bosch i Cardellach a Sabadell, ciutat on visqué la major part de la seva vida.

## Primers anys a Sabadell
L'any 1931 va arribar a la ciutat de Sabadell nomenat com a vicari de la Parròquia de Sant Feliu. Al cap de poc temps ja es va fer un personatge conegut a la ciutat pel seu esperit dinàmic; era reconegut popularment amb el nom de "Mossèn Ernest". Aviat va llançar-se a l'apostolat entre la Joventut Catòlica i els Minyons de Muntanya de l'Acadèmia Catòlica. Tanta era l'estima que la població li tenia que temien que, amb la possibilitat que fos traslladat a una altra població per exercir-hi com a vicari, el moviment quedés paralitzat. D'aquesta manera, es van moure fils per dotar mossèn Ernest dels beneficis vacants de l'antiga Comunitat de Preveres de Sant Feliu; també va ser nomenat bibliotecari del seu centre, la Biblioteca Sardà i Salvany, assignant-li així una quantitat mensual complementària que li permetés promoure les obres culturals de l'Acadèmia i promoure les Joventuts organitzant cursets, cercles d'estudi i altres activitats culturals. No obstant això, aquestes iniciatives van quedar ràpidament truncades amb l'esclat de la Guerra Civil Espanyola. Passada la guerra, mossèn Ernest va tornar a Sabadell, entrant a la ciutat amb les tropes franquistes per la Rambla com a capellà castrense, i s'ocupà d'oficiar la primera missa de la victòria franquista a Sabadell el 27 de gener de 1939. Un cop es reinstal·là a Sabadell no només desenvoluparia les seves tasques de vessant sacerdotal, sinó que també va realitzar diverses activitats vinculades a l'àmbit de la cultura i la ciutadania.
Les fites principals al llarg de la seva vida a Sabadell es poden dividir en: la restauració física i espiritual del Santuari de la Mare de Déu de la Salut; la construcció d'un nou temple a la parròquia de Sant Salvador; la tasca d'ordenació a l'Arxiu Municipal i la participació com a membre fundador de la Fundació Bosch i Cardellach.

## Culte al Santuari de la Mare de Déu de la Salut
Anys després, passada la guerra, la Comunitat va encarregar a mossèn Ernest el culte del Santuari de la Mare de Déu de la Salut. Era el comunitari més jove i, per tant, el que tenia menys obligacions, així que quan el degà de la Comunitat, mossèn Josep Maria Bosch, va renunciar al seu servei eclesiàstic a la Salut per la seva avançada edat, va proposar mossèn Ernest com al seu substitut. És així com començà la seva tasca de reconstrucció i embelliment del Santuari de la Salut de forma entusiasta i eficient. Es diu que el Santuari de la Salut passà, gràcies a ell, de ser una senzilla ermita a un gran santuari gràcies a la millora de l'arquitectura del lloc i amb una decoració pictòrica i escultòrica realitzada per grans artistes majorment locals. Amb aquest projecte de restauració, juntament amb el càrrec de tenir cura del culte del Santuari, mossèn Ernest va aconseguir promoure i reviure amb força la devoció popular a la Mare de Déu de la Salut, patrona de la ciutat venerada des de feia segles.

## Rector de la Parròquia Sant Salvador
Posteriorment, mossèn Ernest va fer oposicions per a una parròquia, i l'any 1948 va ser nomenat rector de la nova Parròquia de Sant Salvador; amb aquest títol no deixà les seves activitats al Santuari de la Salut, però sí que va renunciar al Benefici de Sant Feliu, ja que eren dos títols canònics incompatibles. Mossèn Ernest començà així un nou projecte del qual seria autor i director a la Parròquia assignada, la qual tenia una capella interina, i va proposar dotar-la d'un gran temple. Va comptar amb la col·laboració de l'arquitecte Francesc Folguera i Grassi (que també havia participat en la reconstrucció del santuari de la Salut) per fer la nova planta de l'església de Sant Salvador l'any 1955 amb un estil neoromànic i amb grans influències del gòtic català del territori. Les obres s'iniciaren el 1953, any de la posada de la primera pedra.
En la reconstrucció es pot apreciar també l'obra escultòrica de Camil Fàbregas, artista que també realitzà un bust en bronze de mossèn Ernest. A la parròquia esculpí 26 magnífics capitells dels quals el mateix artista explicà que va inspirar-se en la mateixa ciutat de Sabadell, els seus oficis i esplais: la sardana, la vespa, el biscuter, l'Aplec de la Salut, els Tres Tombs, la llufa, els futbolistes i el grup dels Gegants i els Nans. Gràcies a aquest projecte que liderà l'Acadèmia de Belles Arts de Sabadell li va concedir el primer premi Sant Lluc al mecenatge pel seu impuls de l'art sabadellenc. Finalment, va renunciar al càrrec de rector per esgotament. En morir ell, la decoració del temple i part de les seves dependències van restar inacabades. El que s'hi veu avui és un solar ple d'herbes i deixalles, però no es descarta la possibilitat que ressorgeixi el projecte que finalitzi l'obra.
Durant el seu càrrec de rector en aquesta parròquia, mossèn Ernest visqué uns anys convulsos a la dècada de 1960, en els quals l'Església Catòlica es trobava profundament dividida en un sector que seguia a favor del règim franquista i un altre sector que volia desvincular-se de la dictadura per trencar els lligams conservadors que l'unien a ella des de feia anys. Durant la dècada dels 1960 va tenir lloc la manifestació de capellans de 1966 per protestar per les agressions policials contra l'estudiant Joaquim Boix i Lluch. Aquests sacerdots van ser atacats bruscament per diversos policies i van ser colpejats amb violència. L'endemà diversos sacerdots, la majoria joves, van reunir-se davant l'arquebisbe de Barcelona, Gregorio Modrego Casaus, per presentar-li una carta on expressaven el desacord amb aquests fets, però l'arquebisbe va mostrar-se negatiu davant les peticions dels sacerdots; dos dies després seguia sense mostrar cap predisposició a prendre mesures al respecte.
El dia 14 de maig al vespre l'arquebisbe va publicar un sermó que hauria de ser llegit a totes les esglésies durant la missa de l'endemà al matí, un sermó que pretenia conciliar i unir l'església però que no feia referència als fets ocorreguts. Davant la situació, diversos sacerdots van desobeir l'ordre de l'arquebisbe de no fer cap comentari sobre els fets i en diverses esglésies es van repartir fullets clandestins criticant el governador de la ciutat i a l'arquebisbe i explicant la veritat dels fets. Mossèn Ernest, en el seu càrrec de rector de la parròquia, hi promulgà la veritat dels fets, participant així en l'enfrontament de part del clergat català amb la dictadura franquista.

## Arxiver municipal
La primera visita del dictador Francisco Franco a Sabadell va ser l'any 1942, el dia 27 de gener, dia del tercer aniversari de l'entrada de les tropes franquistes a la ciutat. La visita es recull de forma molt minuciosa i detallada en la crònica de Mossèn Ernest Franco en Sabadell (en el qual s'inclou un sonet dedicat al dictador de Joan Arús) publicada el mateix any, la qual li va valer el títol d'Arxiver Municipal succeint a Miquel Carreras. La formació humanística que havia rebut de la seva carrera sacerdotal i l'ampliació d'aquesta amb el doctorat el varen fer reunir les capacitats més adequades pel càrrec, que comportava desxifrar i interpretar correctament documents de totes les èpoques.
Així, Mossèn Ernest s'incorporà a l'Arxiu Municipal, ocupant el càrrec fins al dia de la seva mort. De les seves intervencions més destacades en els seus primers anys com a arxiver és la conservació d'una unitat d'arxius conformada per cartes del duc de Berwick que havia estat compilada per Antoni Bosch i Cardellach a les darreries del segle xviii, a la qual Mossèn Ernest va afegir una ordre del 17 de setembre de 1714 que incloïa la firma del duc de Berwick i que era un document inèdit. A més, Mossèn Ernest va enquadernar la compilació, a fi efecte de garantir una conservació òptima.
A ell també se li deuen uns treballs d'ordenació històrica-ciutadana que compilà en dos volums: "Ordinacions de la Universitat de la vila i terme de Sabadell", dels segles xvi i primer quart del XVII. També va crear-ne una àmplia hemeroteca per facilitar la consulta de la col·lecció als habitants de Sabadell. Les seves tasques en l'Arxiu Municipal foren diverses; es té constància que també tenia capacitats per decidir si nous escrits eren aptes per ser o no publicats. Així, l'any 1942 Mossèn Ernest va prohibir la publicació de Sabadell Màrtir, un manuscrit ofert a l'Ajuntament que va redactar Enric Sarradell Pascual, personatge principal dins l'Ajuntament franquista de Sabadell que durant la dècada dels quaranta va ser aïllat per les autoritats franquistes a causa del seu pensament profundament extremista i radical.
Però les seves tasques d'ordenació anaren més enllà de dues compilacions: sovint deixava constància de les males condicions en les quals es trobava l'Arxiu Municipal, sobretot després de la guerra, quan munts de papers s'havien anat acumulant sense ningú per classificar-los i ordenar-los, car el predecessor de Mossèn Ernest, Miquel Carreras, havia mort l'any 1938. Mossèn Ernest va començar per aquesta paperassa, que li va portar mesos ordenar, però només era el principi de la tasca ordenadora que faria fins al final dels seus dies. Era una feina dura, ja que ordenar significa fer una lectura atenta per saber el contingut del document, i Mossèn Ernest la dugué a terme de forma pacient i continuada. Al llarg dels anys va aconseguir que l'Arxiu Municipal de Sabadell tingués la fama de ser un dels més ben ordenats d'entre els de la seva mena, i així ho deixaren patent importants personalitats com el doctor i historiador Jordi Nadal.

## Membre fundador de la Fundació Bosch i Cardellach
Mossèn Ernest apareix documentat ja en els inicis de la Fundació, quan llavors era Institució, als inicis dels anys quaranta, per dret propi com a Arxiver Municipal; un càrrec que el feia adequat per un centre d'estudis purament locals, així com era propici per ser un nexe d'unió de l'Entitat amb l'alcaldia, de manera que Mossèn Ernest fou encarregat de preparar el terreny per a una bona acollida per part de l'alcalde, Josep Ma. Marcet, que va accedir a la formació de la Institució Bosch i Cardellach de forma entusiasta, ja que era un home amb un gran sentiment envers la seva ciutat. Després de la primera reunió constitutiva a l'alcaldia, els membres fundadors de l'Entitat es reuniren per estructurar el cenacle l'any 1942. Es van crear quatre seccions bàsiques: Història, Ciències Socials, Ciències Naturals i Arxiu i Publicacions; d'aquestes, Mossèn Ernest seria el secretari de la secció d'Història i president d'Arxiu i Publicacions. De seguida se sentí identificat amb les finalitats d'estudi i promoció de la cultura que tenia i té la Fundació, i va col·laborar activament en les tasques acadèmiques amb la presentació de tota mena de treballs. Al mateix temps, Mossèn Mateu va estar sempre procurant que la Fundació seguís la línia amb la qual s'havia fundat i no perdés les seves tasques intel·lectuals.

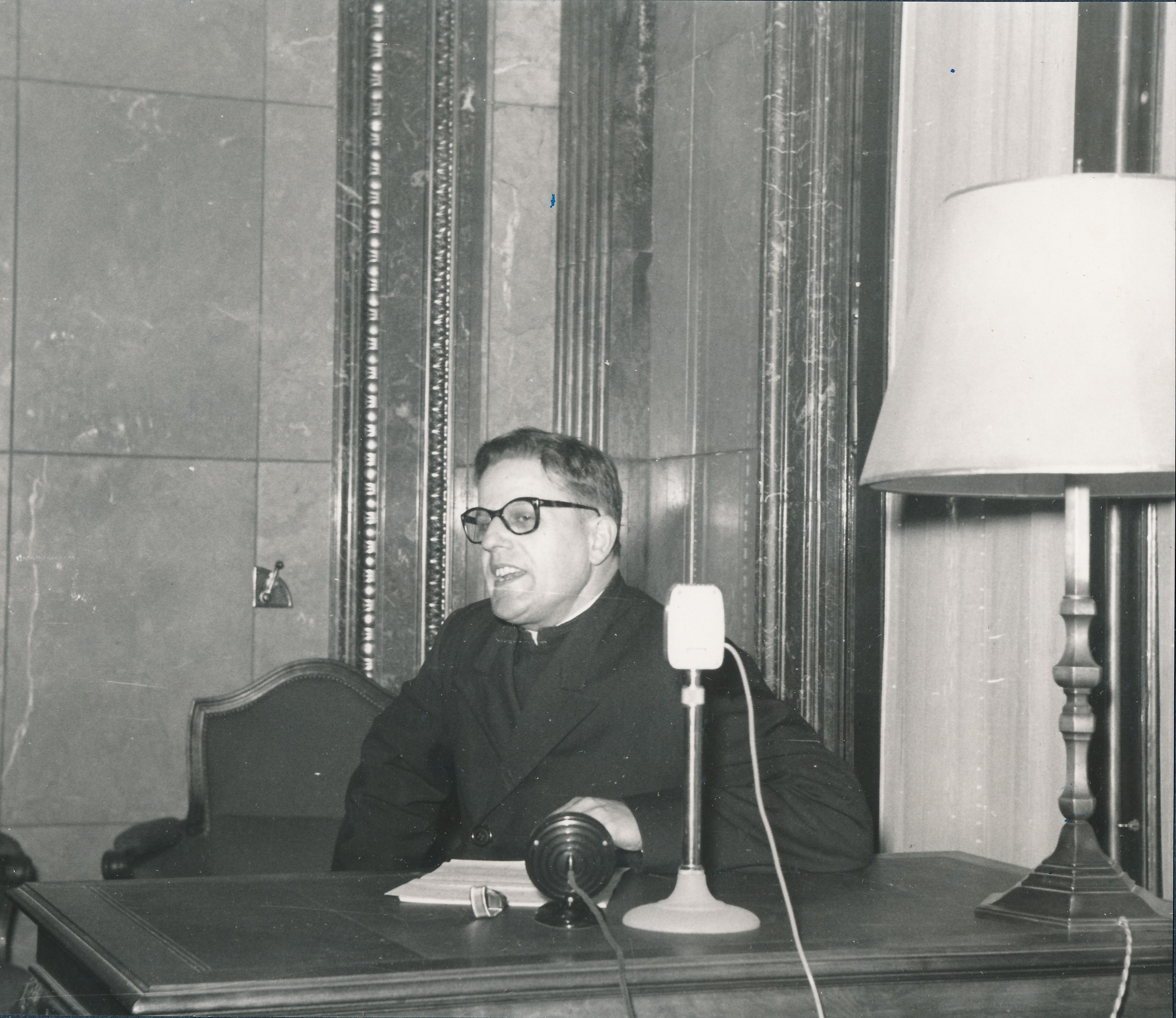
Mossèn Ernest a l'Homenatge al doctor Bosch i Cardellach fet a la Sala d'Actes del Gremi de Fabricants el 16 de gener de 1955.

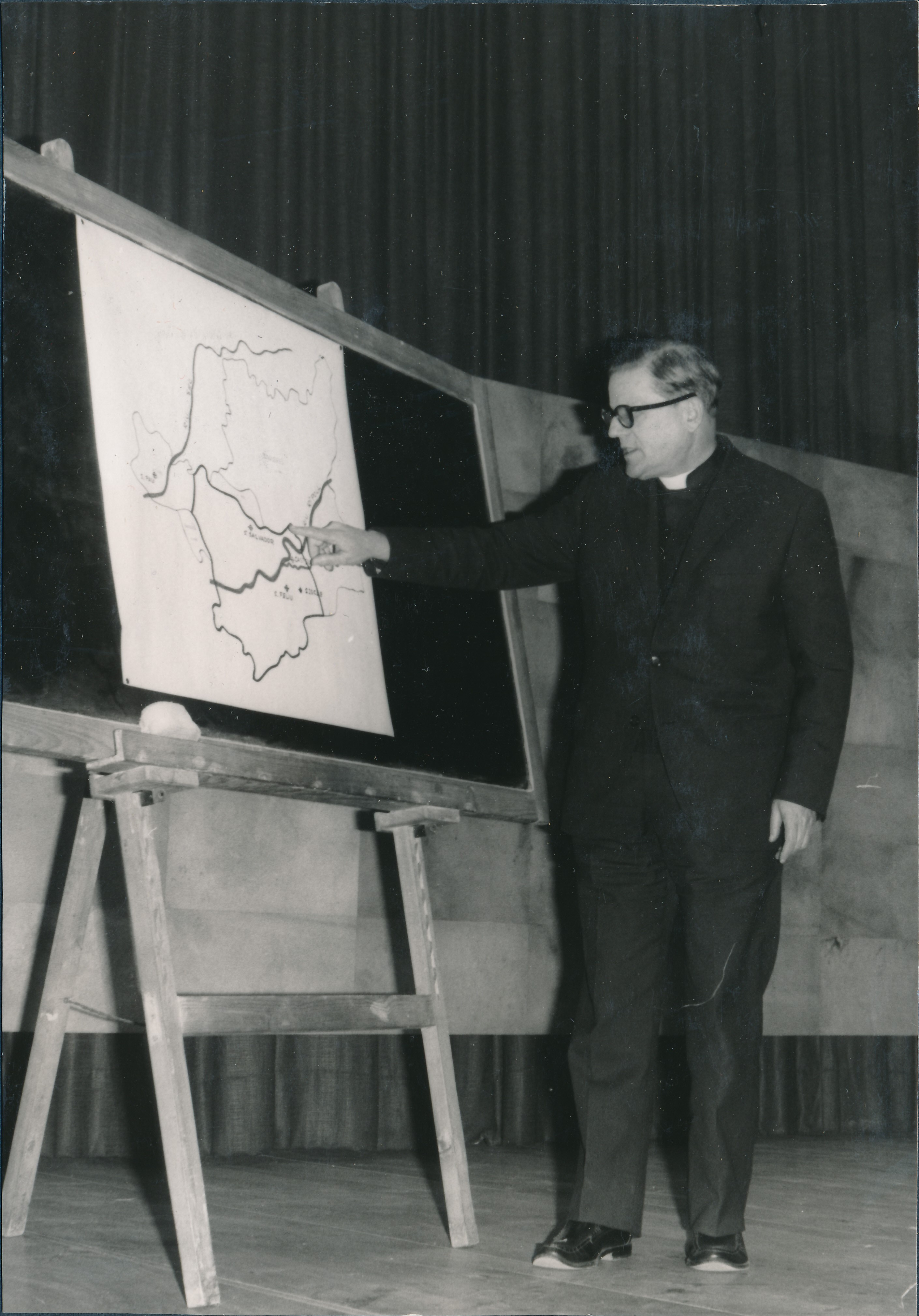
Mossèn Ernest durant el II Curset d'Iniciació als Estudis Locals el 26 de gener de 1968.

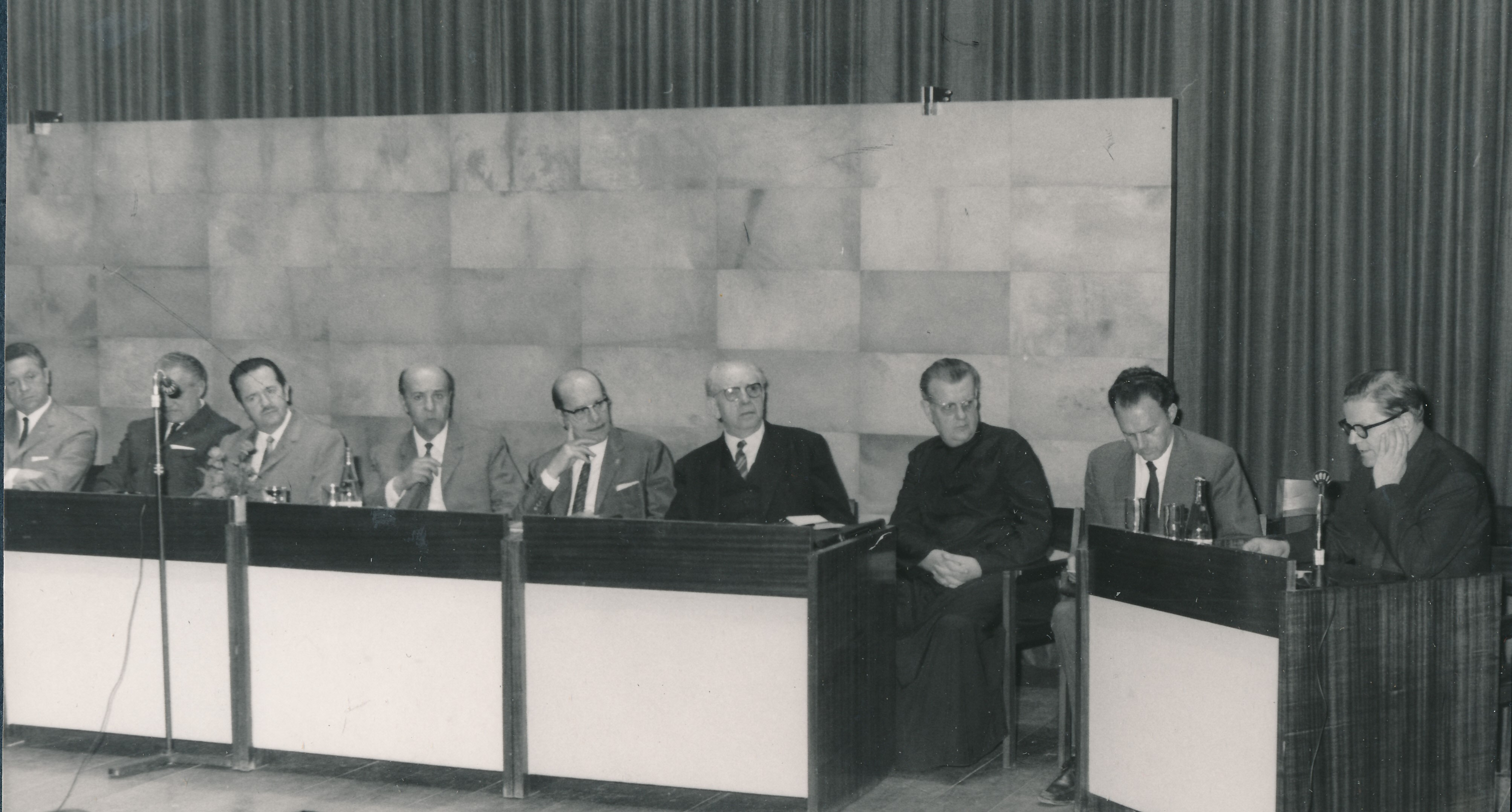
Mossèn Ernest durant la ponència de la X Assemblea d'Estudiosos de Sabadell el 26 de maig de 1968.

A continuació s'esmenten algunes de les tasques més destacades que Mossèn Ernest dugué a terme com a membre de la Fundació.
- Mossèn Ernest va sentir de seguida una gran fascinació pel doctor Antoni Bosch i Cardellach, figura emblemàtica de la qual pren el nom la Fundació, i de seguida va oferir-ne una acurada i completa biografia publicada per la Fundació l'any 1969.
- Lectura i redactat on parlà de les manifestacions de les devocions sabadellenques a la Mare de Déu de Montserrat al llarg dels segles, que presentava analogies amb la seva monografia sobre la història devota de Sabadell a la Mare de Déu de la Salut; en ambdues obres Mossèn Ernest volia posar en rellevància l'espiritualitat cristiana de la població.
- Escrit on posà sobre la taula el discutit origen de Joan Cristòfol Calvet d'Estrella amb documentació inèdita fins aleshores, on Mossèn Ernest es demostrà a favor dels seus orígens sabadellencs, amb proves sustentant la seva teoria.
- Biografia de Joan Montllor i Pujal, membre de la Fundació i Cronista Honorari de la ciutat. I un altre projecte de caràcter diferent va ser un estudi presentat l'any 1951 a mode de projecte de renovació del nomenclàtor dels carrers de Sabadell. En aquest projecte primerament van estar al capdavant de la comissió Mossèn Ernest i Joan Montllor i Pujal, però finalment va acabar fent-se’n càrrec Mossèn Ernest, que, al cap i a la fi, era funcionari municipal.
- Revisió de les fites del terme municipal: se’n va encarregar una comissió inicialment nombrosa, que finalment es va reduir a Joan Montllor i Pujal, Joan Farrell i Mossèn Ernest. Es va dur a terme al llarg de nou itineraris sabatins i es va presentar una avant-memòria al ple, però l'informe definitiu no va arribar-se a fer.
- La Casa Duran s'enderrocava per un projecte que unia el carrer de la Indústria amb la plaça Major. Des de l'Ajuntament es va crear una Comissió formada per Montllor i Pujal, Lluís Mas, Gabriel Bracons, Joaquim Manich, Pere Valls i Mossèn Ernest per informar a l'alcaldia del valor de la casa abans del seu enderroc. Manich, arquitecte municipal, va escriure un informe a part del de la comissió en sentit contrari al de l'opinió majoritària demostrant el valor sentimental de la casa, i finalment es va aprovar la decisió de Manich de no enderrocar la casa.
- El 29 de desembre de 1945 la Fundació celebra el seu primer ple (com a Fundació) sota la presidència de Vicenç Renom. Es va dur a terme una proposta de nomenament de càrrecs directius, amb la qual Mossèn Ernest quedà designat com a vocal nat i director de l'Arxiu Històric. En la numeració dels membres per antiguitat, Mossèn Ernest quedà en la setena posició, entre el sisè Ramon Arquer Costajussà i el vuitè Jaume Calvó Casanovas; el primer en aquesta numeració va ser Joan Montllor i Pujal.
- Participà en la primera publicació de la Fundació, que va consistir en tres volums publicats sota el nom de “Publicaciones de la Fundación Bosch y Cardellach”; Mossèn Ernest va encarregar-se de la transcripció i els índexs del primer volum: El primer llibre d'acords del Consell de la Vila de Sabadell, 1449-1479, la més antiga crònica de la ciutat, juntament amb Pere Roca Garriga i Pere Valls.
- Participà en el Primer Curset d'Estudis Locals de 1959: primer curset d'envergadura considerable organitzat per la Fundació i patrocinat per la Caixa d'Estalvis. Constà de 20 lliçons englobades en diverses àrees temàtiques. En la secció d'Història Mossèn Ernest pronuncià: “Qüestions jurisdiccionals amb Terrassa”, “Bosch i Cardellach i la seva època”, “Sabadell en el segle passat”.
- Amb la mort de Joan Montllor i Pujal es va dedicar al difunt una sessió necrològica on Mossèn Ernest va llegir la ponència De la vida laboriosa, fecunda i honorable de Joan Montllor i Pujal. Poc després traspassà també l'exdirector i arqueòleg Vicenç Renom, al qual també va dedicar unes paraules.
- Quaderns d'Arxiu de la Fundació Bosch i Cardellach: col·lecció de l'Entitat on es publicarien les ponències més interessants presentades pels membres. En el primer, publicat l'any 1961, es publicà la ponència de Mossèn Ernest titulada Joan Cristòfol Calvet d'Estrella i el seu probable origen sabadellenc, que havia estat llegida el gener de 1959.
- 25 anys després dels inicis de la Fundació es va organitzar un II Curset d'Iniciació als Estudis Locals, estructurat aquest cop en 16 lliçons, des del 23 de gener al 16 de febrer de 1968. Mossèn Ernest impartí les classes “Inicis de la població” i “Formació del Sabadell Modern”.
- En la segona convocatòria del Premi Miquel Carreras va formar part del jurat que adjudicà el primer i segon premi al millor “estudi monogràfic de qualsevol fet o aspecte de Sabadell al segle XIX”. També va formar part del jurat de la tercera convocatòria, on es demanaven “estudis històrics o biogràfics relacionats amb Sabadell o la seva comarca”.
- L'any 1966 la Delegació de Cultura de l'Ajuntament va organitzar un curs orientat als mestres nacionals de primer ensenyament, la majoria dels quals no eren sabadellencs, ja que la població havia experimentat un notable creixement. Aquest Curset d'Informació Ciutadana va requerir la participació de la Fundació Bosch i Cardellach per impartir lliçons d'història i geografia de la ciutat: Mossèn Ernest hi participà amb “Visión Histórica”, juntament amb els membres Joan Farrell i Lluís Casals. Els dos primers van tornar-hi a col·laborar l'any següent acompanyats de Montserrat Obradors, Esteve Renom i Joan Macià Mercadé, impartint el sacerdot “Las instituciones culturales”.
- L'any 1970, amb motiu del Centenari del naixement de Joan Montllor i Pujal, un dels pares de la Fundació, la Fundació organitzà, junt amb la Unió Excursionista de Sabadell, un esdeveniment commemoratiu amb la col·laboració municipal. Per la seva part, Mossèn Ernest va publicar en els Quaderns d'Arxiu de la Fundació la biografia escrita del commemorat, i va encarregar-se de la redacció del text de la inscripció que acompanyaria al monòlit dedicat al mateix, que seria inaugurat el 30 de novembre de 1975.[12][14]

## Traspàs i homenatges posteriors
El 17 d'abril de 1977 es complia el Centenari del reial decret d'Alfons XII que concedia a Sabadell el títol de ciutat, i es realitzaren diversos esdeveniments commemoratius que tenien el seu inici en aquest dia. Mossèn Ernest, encarregat de pronunciar el Pregó d'Obertura, no va poder realitzar la seva tasca a causa d'una malaltia i va ser substituït per Josep Torrella, llavors director de la Fundació. Aquesta malaltia s'agreujà ràpidament, posant fi a la seva vida el 24 de juliol del mateix any. Per tota la dedicació amb la qual va dur a terme grans projectes per millorar la ciutat i, especialment, per haver estat el nexe d'unió entre la Fundació i l'Ajuntament, l'entitat publicà a l'octubre del mateix any en els Quaderns d'Arxiu la ponència llegida poc abans per Pere Roca Garriga, "Mossèn Ernest Mateu en el cor de la vida sabadellenca".
Al morir deixà vacant el lloc d'Arxiver Municipal, i la Fundació Bosch i Cardellach va proposar a l'Ajuntament que aquest càrrec fos resolt en un context municipal democràtic. L'Ajuntament va adquirir la Casa Ponsà per a instal·lar-hi el nou Arxiu, solucionant així la manca d'espai i d'instal·lacions que hi havia a les golfes de la Casa Consistorial. L'any 1980 es nomenà a Andreu Castells, membre de la Fundació, com a nou cap dels Serveis Municipals de Museus i Arxius, i també es va crear un Patronat de l'Arxiu que va proposar algunes modificacions en el projecte del seu Estatut.
En memòria a la seva persona s'anaren publicant diversos escrits per part de la Fundació Bosch i Cardellach. En el Quadern d'Arxiu número 36 de l'any 1981 es publicà la ponència que Mossèn Ernest impartí l'any 1972 a Terrassa per l'Assemblea Intercomarcal d'Estudiosos "Les qüestions jurisdiccionals entre Sabadell i Terrassa".
L'any 1992 es va realitzar una excursió a Montserrat, quasi en el cinquantenari de la Fundació. Allà, durant la missa conventual, es va presentar com a ofrena una edició de la ponència de Mossèn Ernest llegida l'any 1956 i publicada en ciclostil "Sabadell i Montserrat". La Fundació la publicaria reeditada posteriorment en els Quaderns d'Arxiu.

## Personalitat
Com a persona, Mossèn Ernest era un home inquiet i de moviment i acció, ell mateix es designava com una persona espontània; però amb un esperit ordenat i sedentari que predominà en tota la seva carrera, especialment un cop iniciada la seva tasca com a arxiver. També es definia com una persona arrauxada amb cert mal caràcter que sortia quan la situació així li ho feia sentir.
De jove havia cultivat profundament les vessants més artístiques: la música i el dibuix. Dels seus dibuixos se'n conserven peces com les caplletres de la primera edició del poema L'antic filòsof i el modern poeta de Mossèn Camil Geis o al llibre d'homenatge a Joan Vila Cinca publicat per la Biblioteca Sabadellenca l'any 1936. Aquestes activitats, tot i haver-les abandonades al fer-se gran, es traduïren en els seus treballs amb la demostració de gust i sensibilitat artística. Així, la seva passió pel dibuix va ser aplicada en la direcció artística de la reconstrucció del Santuari de la Salut i amb la creació del temple de la Parròquia de Sant Salvador, i la seva vessant musical s'identificà amb la voluntat de dotar el Santuari de la Salut d'un extraordinari orgue amb el qual gaudir de la música a l'interior de l'edifici. A més, es conserven peces d'autoria pròpia com la partitura Les set paraula per a cor, estrenada per l'Escola Gregoriana "Laudamus" de Sant Salvador l'any 1952.
Va cultivar una gran amistat amb Mossèn Camil Geis, gironí que havia arribat a Sabadell pocs anys abans que ho fes Mossèn Ernest. En un escrit publicat al Diari de Sabadell al mes de la mort de Mossèn Ernest, Mossèn Geis manifestà com de seguida va néixer una amistat arran de ser d'edats similars i tenir aficions artístiques semblants. Quan Mossèn Geis rebé la Medalla de la Ciutat el 25 de maig de 1976, Mossèn Ernest va ser convidat a participar-hi, fent un petit parlament on parlà de la pluriforme personalitat de Mossèn Geis en condició de sacerdot i intel·lectual.
Se li conegué una afició filatèlica al llarg de tota la seva vida, des dels 7 anys. Tenia una gran col·lecció que va perdre amb la guerra civil, però que va poder refer quasi íntegrament amb els anys posteriors. Com a bon filatèlic, posseïa un segell personal. També tenia afició pel col·leccionisme de numismàtica: tenia moltes monedes i medalles, i col·leccionà també innumerables llibres en una considerable biblioteca enriquida a mesura que es feia gran. També se li coneix, des de jove, una afició per l'excursionisme, ja que procedent del Maresme prop de la Serralada Litoral i de cara al mar sovint anava d'excursió; així s'entén l'entusiasme de la seva tasca com a animador dels Minyons de Muntanya de l'Acadèmia Catòlica.
El reconeixement de tot el treball consagrat a la ciutat de Sabadell al llarg de la seva carrera va ser recompensat en ser proclamat Fill Adoptiu de Sabadell al juny de 1967 pels seus mèrits vinculats a la ciutat. Aquest nomenament va ser demanat a l'Ajuntament per la Fundació Bosch i Cardellach juntament amb un gran nombre d'entitats ciutadanes de caràcter cultural que van donar suport a la sol·licitud escrita per la Fundació, amb motiu dels vint-i-cinc anys complerts com a Arxiver Municipal realitzant una curosa i delicada tasca, tal com ho havia fet el mateix Bosch i Cardellach, considerat el creador de l'Arxiu. El lliurament del títol va realitzar-se el 25 de gener de 1971 en el saló de sessions de la ciutat. També va rebre altres premis distingits: el Premi Ciutadania per la Caixa d'Estalvis i el Premi Sant Lluch, per l'Acadèmia de Belles Arts.

## Obra escrita
| Títol | Lloc d'Edició | Editor                                                                            | Any       | Número de pàgines                              | Mides          |
| --- | --- | --------------------------------------------------------------------------------- | --------- | ---------------------------------------------- | -------------- |
| “Hebras marianas de las ciudades pañeras” a Roca Piñol, Pedro, La estética del vestir clásico.                                                                      | Terrassa |                                                                                   | 1942      | Dins del volum de Pedro Roca Piñol, p. 220-230 |                |
| Franco en Sabadell - Crónica. | Sabadell, Archivo Histórico del Municipio de Sabadell                                                            | Impr. J. Sallent                                                                  | 1942-1943 | 207 p.                                         | 18 x 23,5 cm.  |
| Juan Sallarés y Pla, hijo ilustre de Sabadell. | Sabadell, Gremio de Fabricantes de Sabadell                                                                      | Impr. J. Sallent Sucr.                                                            | 1945      | 36 p.                                          | 17,5 x 24 cm   |
| CCCL aniversario de la Cofradía Eucarística Minerva. | Sabadell, Parròquia de Sant Fèlix                                                                                | Impr. J. Sallent Sucr.                                                            |           | 25 p.                                          | 13,5 x 17 cm   |
| La Florència de la Salut. Notes biogràfiques. Pròleg del Dr. Quirze Estop.                                                                                          | Sabadell, Santuari de la Mare de Déu de la Salut.                                                                | Impr. Sallent Sucr. i Publicacions Sant Salvador                                  | 1955      | 54 p. + índex + 2 làmines                      | 12,5 x 17,5 cm |
| Les disputes per competència jurisdiccional entre Terrassa i Sabadell. De la ponència llegida en la Sessió Plenària del dia 26 de maig de 1951, copiat a ciclostil. | Sabadell | Fundació Bosch i Cardellach                                                       | 1956      | 34 p.                                          | 16 x 22 cm     |
| "El cine parroquial" a Antologia. | Sabadell |                                                                                   |           | Veure Antologia, p. 91-93                      |                |
| Sabadell i Montserrat. De la ponència llegida en la Sessió Plenària del dia 27 d'octubre de 1956, copiat a ciclostil.                                               | Sabadell | Fundació Bosch i Cardellach                                                       | 1956      | 21 p.                                          | 16 x 22 cm     |
| Evocacions històriques a l'entorn del Centenari del Círcol Sabadellenc.                                                                                             | Sabadell | s.p.i. - s. ed.                                                                   | 1957      | 20 p.                                          | 17 x 24 cm     |
| Las Romerías de Sabadell a Montserrat y a otros lugares. | Sabadell | s.e. - s.p.i.                                                                     | 1957      | 10 p.                                          |                |
| "La Mare de Déu de la Salut de Sabadell", publicat a la revista de la Parròquia de la Puríssima Concepció Alba.                                                     | Sabadell | Impr. Sallent Sucr.                                                               | 1958      | 174 p. i il·lustracions                        | 20 x 28 cm     |
| Noticias históricas del benemérito Cuerpo de Bomberos de Sabadell, fundado en 1859.                                                                                 | Sabadell | Impr. Sallent                                                                     | 1959      | 29 p. + 4 làmines                              | 12 x 17 cm     |
| Esculturas de Camil Fàbregas para la iglesia del Santísimo Salvador, de Sabadell. Conté escrits de Mn. Ernest Mateu, Joan Oliver i José Mª Valverde                 | Sabadell | Impr. Joan Sallent Sucr. (Edició patrocinada per la Caixa d'Estalvis de Sabadell) | 1960      | 12 p. i il·lustracions                         | 22 x 25 cm     |
| “Joan Cristòfol Calvet d'Estrella i el seu probable origen sabadellenc” a Cuadernos de Archivo de la Fundación Bosch y Cardellach, núm. 1.                          | Sabadell | Impr. Minerva                                                                     | 1961      | 18 p.                                          | 15,5 x 22,5 cm |
| “Manuel Ribot i Serra. El Cronista” a Manuel Ribot i Serra. Narcisa Freixas i Cruells. Commemoració de dos sabadellencs il·lustres.                                 | Sabadell | Fundació Bosch i Cardellach - Impr. J. Sallent Sucr.                              | 1962      | 63 p.                                          | 17 x 24 cm     |
| “Vicenç Renom i Costa i el Museu de Sabadell” dins l'opuscle A la memòria de don Vicente Renom Costa.                                                               | Sabadell | Museo de la Ciudad, s. i.                                                         | 1962      | 23 p.                                          | 17 x 24 cm     |
| El escudo de la ciudad de Sabadell. | Sabadell: Delegación de Cultura del Ayuntamiento de Sabadell                                                     | Impr. J. Sallent Sucr.                                                            | 1966      | 21 p. i il·lustracions, 16 fig. + 1 f. s.n.    | 16 x 22,5 cm   |
| El escudo de la ciudad de Sabadell. | Sabadell: Cuadernos de Archivo de la Fundación Bosch y Cardellach nº XII                                         | Impr. Joan Sallent Sucr.                                                          | 1966      | 23 p.                                          | 15,5 x 22,5 cm |
| Ordinacions de la Universitat de la vila i terme de Sabadell: segle XVI.                                                                                            | Sabadell: Comissió de Cultura de l'Ajuntament de Sabadell                                                        | Impr. Sallent Hnos. S.A.                                                          | 1968      | 542 p.                                         | 17 x 25 cm     |
| Antoni Bosch i Cardellach, doctor en Medicina, historiador, home de condicions singularíssimes, sabadellenc il·lustre 1758-1829.                                    | Sabadell | Impr. M. Martí S.A. Creacions Gràfiques                                           | 1969      | 75 p.                                          | 17 x 23 cm     |
| Antoni Bosch i Cardellach, doctor en Medicina, historiador, home de condicions singularíssimes, sabadellenc il·lustre. 1758-1829.                                   | Sabadell: Edicions de la Comissió de Cultura de l'Ajuntament i Fundació Bosch i Cardellach,                      | Tallers Tipogràfics M. Martí S.A.                                                 | 1969      | 74 p. i índex                                  | 17 x 23 cm     |
| Sabadell villa y ciudad. | Sabadell: Edición de la Comisión de Cultura del Exmo. Ayuntamiento de Sabadell y Archivo Histórico del Municipio | Andreu Castells Artgrafia                                                         | 1970      | 174 p. i il·lustracions                        | 16 x 21 cm     |
| Breu historial del Santuari de la Mare de Déu de la Salut de Sabadell.                                                                                              | Sabadell | Impr. Sallent Germans S.A.                                                        | 1970      | 24 p. i il·lustracions                         | 13 x 17 cm     |
| Ordinacions de la Universitat de la vila i terme de Sabadell: segle xvii, I: 1600-1625.                                                                             | Sabadell: Comissió de Cultura de l'Ajuntament de Sabadell                                                        | Impr. Sallent Hnos. S.A.                                                          | 1971      | 550 p.                                         | 17 x 25 cm     |
| "De la vida laboriosa i honorable de Joan Montllor i Pujal. 1874-1960" a Quaderns d'Arxiu de la Fundació Bosch i Cardellach, nº XXIV.                               | Sabadell | Impr. Joan Sallent Sucr.                                                          | 1974      | 22 p.                                          | 15,5 x 22,5 cm |
| Pròleg Ofrena a Joan Vila Cinca. Notícia sobre l'obra i la vida del pintor, de Joan Garriga i Manich.                                                               | Sabadell |                                                                                   | 1975      |                                                |                |
| Pròleg de l'obra “Elements d'història de Sabadell” (2a edició), de Miquel Carreras i Costajussà.                                                                    | |                                                                                   |           |                                                |                |